# Rd-lok
Rd-loken är ellok som byggts om från Rc-lok. Ombyggnaden, som gjordes av Bombardier Transportation i Västerås, genomfördes mellan 2009 och 2014. Rd-loken utrustades med bland annat luftkonditionering och fordonsdatorer. 16 Rd-lok fick även signalsystemet ERTMS. Idag finns 79 Rd2-lok i tjänst hos Green Cargo, dessa har nummer 1028, 1030–1036, 1038, 1042, 1044, 1068–1108, och 1110–1136.
Rd-loken kan multipelköras med Rc-lok, men också med Re och Td.